# Chwastowitschi
Chwastowitschi (russisch Хвасто́вичи) ist ein Dorf (selo) in der Oblast Kaluga in Russland mit 4509 Einwohnern (Stand 14. Oktober 2010).

## Geographie
Der Ort liegt etwa 140 Kilometer Luftlinie südsüdwestlich des Oblastverwaltungszentrums Kaluga am Flüsschen Welja, das 7 Kilometer südöstlich in die Resseta mündet, die über die Schisdra zur Oka abfließt.
Chwastowitschi ist Verwaltungszentrum des Rajons Chwastowitschski sowie Sitz der Landgemeinde (selskoje posselenije) Selo Chwastowitschi, zu der außerdem die kleine, 3 Kilometer südlich der Ortsmitte gelegene Siedlung (possjolok) Uspenski gehört.

## Geschichte
Als Gründungsjahr des Ortes wird 1494 gefeiert, als er erstmals in einer Urkunde des Fürsten Worotynski genannt wurde, eines der Herrscher der Fürstentümer an der oberen Oka. Nach anderen Angaben wird eine Ortschaft namens Chwostowicze im Fürstentum Karatschew bereits in polnischen Quellen genannt, die sich auf die erste Hälfte des 14. Jahrhunderts beziehen. Ab dieser Periode gehörte das Gebiet zum Großfürstentum Litauen. Im Verlauf der Russisch-Litauischen Kriege kam der Ort 1505 zum kurzlebigen Fürstentum Kaluga, 1518 zum Großfürstentum Moskau. In der Zeit der Wirren (Smuta) um 1600 gehörte er nochmals zu Polen-Litauen, bevor er endgültig in russischen Besitz gelangte.
1708 wurde Chwastowitschi dem Ujesd Koselsk des Gouvernements Moskau zugeordnet, ab 1719 als Teil der Provinz Kaluga, 1777 schließlich nach diversen administrativen Umgestaltungen dem neu geschaffenen Ujesd Schisdra. Dieser gehörte zunächst zur Statthalterschaft Kaluga, ab 1796 zum Gouvernement Kaluga. In Dokumenten dieser Zeit wird der Ort als Fostowitschi bezeichnet, später bis ins frühe 20. Jahrhundert als Chwostowitschi. Wirtschaftlich bedeutsam und relativ einwohnerreich, wurde das Dorf im 19. Jahrhundert Zentrum einer nach dem 7 Kilometer nordöstlich gelegenen Dorf Milejewo als ursprünglichem Sitz benannten Wolost (Milejewskaja wolost).
Aus der Wolost und Teilen umliegender Gebiete wurde am 12. Juli 1929 ein nach dem Ort benannter Rajon mit Sitz in Chwastowitschi gebildet. Im Zweiten Weltkrieg wurde das Dorf am 7. Oktober 1941 von der deutschen Wehrmacht besetzt und am 15. August 1943 von der Roten Armee im Rahmen ihrer Orjoler Operation (auch bekannt als Operation Kutusow) zurückerobert.
Von Anfang 1963 bis Anfang 1965 war der Rajon vorübergehend aufgelöst und sein Territorium dem nordwestlich benachbarten Schisdrinski rajon angegliedert.

### Bevölkerungsentwicklung
| Jahr | Einwohner |
| ---- | --------- |
| 1897 | 2140      |
| 1939 | 2900      |
| 1959 | 3251      |
| 1970 | 3547      |
| 1979 | 4097      |
| 1989 | 4485      |
| 2002 | 4596      |
| 2010 | 4509      |

Anmerkung: Volkszählungsdaten

## Verkehr
Chwastowitschi liegt an der 29N-144, die etwa 30 Kilometer nordwestlich an der föderalen Fernstraße M3 Ukraina von Moskau über Brjansk zur ukrainischen Grenze beginnt und weiter in das 12 Kilometer ostsüdöstlich gelegene Dorf Tereben führt. Von Chwastowitschi in westlicher Richtung führt die 29N-149 ebenfalls zur M3, nach Nordosten die 29K-016 vorbei am benachbarten Rajonzentrum Uljanowo nach Koselsk.
Die nächstgelegene Bahnstation ist 25 Kilometer nordwestlich Sudimir an der Hauptstrecke Moskau – Brjansk – Kiew. In Tereben befand sich eine Station an der in den 1920er- bis 1930er-Jahren errichteten Nebenstrecke von Brjansk (Station Polpinskaja) nach Dudorowski (Station Dudorowo). Diese wurde jedoch abschnittsweise bis 2010 stillgelegt und in Folge vollständig abgebaut.